# Libero (volleybal)

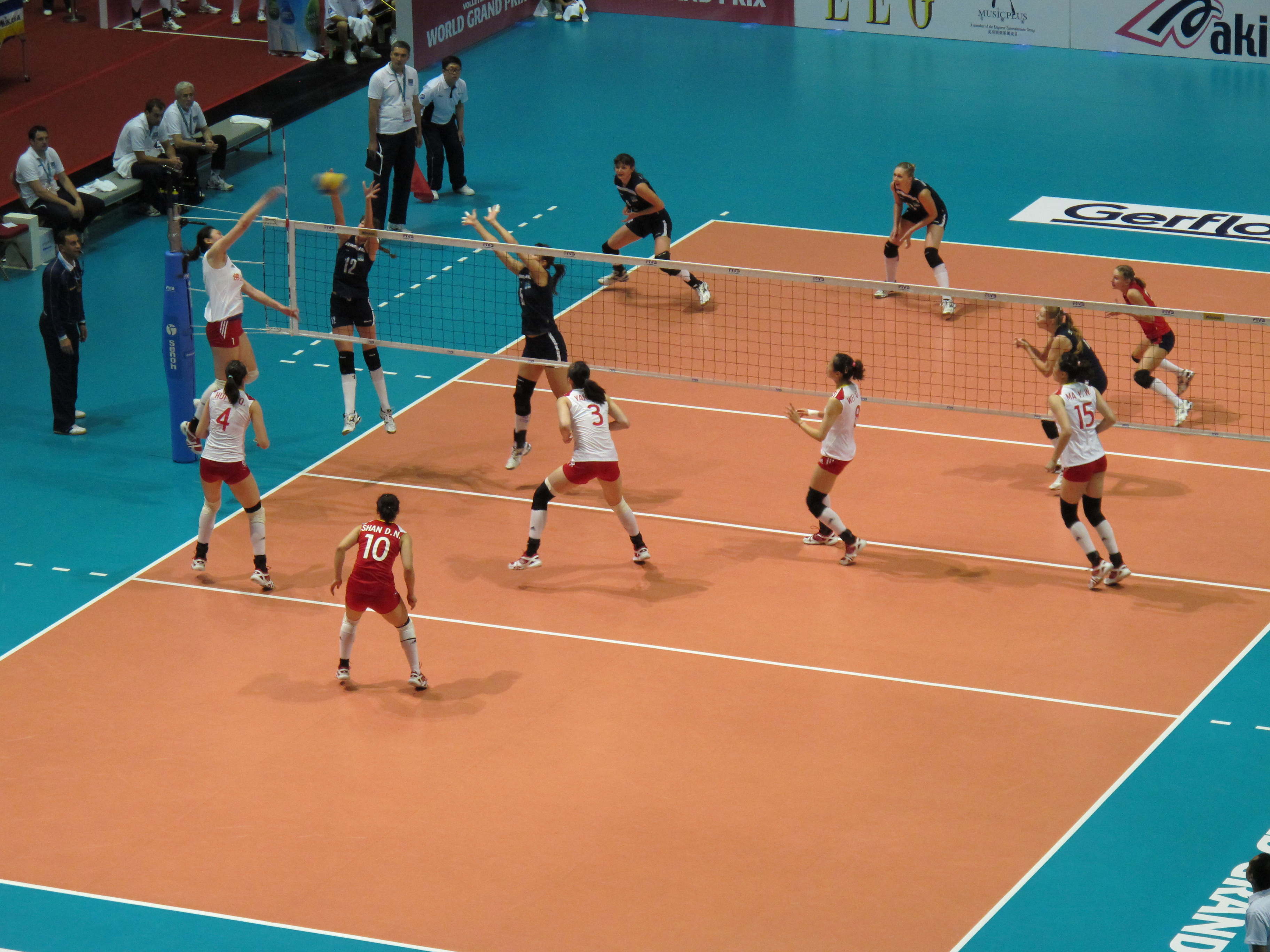
Libero (rood shirt)

De libero is bij volleybal sinds 1999 een speler die gespecialiseerd is in verdediging. Deze speler is verplicht een contrasterend outfit te dragen, omdat er voor hem/haar andere regels gelden. 
- Hij/Zij mag op elk moment gewisseld worden (meestal voor de middenman)
- Hij/Zij moet een achterspeler zijn
- Hij/Zij mag niet serveren
- Hij/Zij mag geen bovenhandse set-up geven vanuit het voorvak, indien een aanvaller daarop een aanvalsslag uitvoert

Libero's zijn meestal kleiner van gestalte, zodat ze dichter bij de grond staan en dus gemakkelijker kunnen verdedigen. Ze zijn daardoor immers vaak snel en wendbaar. Ze hebben een zeer goed spelinzicht nodig omdat de reactietijd vaak beperkt is. Hun geringere lengte is vaak een nadeel bij aanvallende en blokkende acties aan het net, maar op die positie gelden die beperkingen niet aangezien een libero niet mag aanvallen of blokken.